# Skaktyrken
Skaktyrken eller skakautomaten var en konstruktion bygget i 1770, som foregav at være en skakspillende maskine, men som blev afsløret som et svindelnummer i 1820'erne. Den blev fremvist første gang i 1770 af "opfinderen" den østrig-ungarske hofråd Wolfgang von Kempelen, som ønskede at gøre indtryk på kejserinde Maria Theresia.
Skaktyrken fik sit navn fra sit udseende og blev fremvist over store dele af Europa samt Nord- og Sydamerika i over 80 år, før den gik til grunde i en brand i 1854. Med en stærk skakspiller som operatør blev den til tider anset for uovervindelig. Skaktyrken nåede bl.a. at slå kendte skakspillende personer som Napoleon Bonaparte og Benjamin Franklin.

## Historie

### Konstruktion
Von Kempelen blev inspireret til at bygge automaten efter at have overværet et illusionsnummer baseret på magnetisme på Schönbrunn slot. Han lovede at fremvise en opfindelse, som kunne overgå illusionerne.
Resultatet blev "Skaktyrken", som bestod af et menneskes overkrop og hoved i naturtro størrelse, udstyret med sort skæg, grå øjne og iklædt tyrkisk klædedragt inklusiv turban. Overkroppen var placeret ved et bord med højre hånd hvilende på et stort kabinet, mens venstre hånd i hvilestilling holdt en pibe. Ovenpå kabinettet var et skakbræt og i en skuffe kunne man finde de tilhørende røde og hvide elfenbensbrikker. Man kunne åbne kabinettet og se et indviklet urværkslignende maskineri, som var anbragt for at vildlede. Når man åbnede dørene til kabinettet, så det ud som om man kunne kigge lige igennem, og at der ikke var andet end maskineriet indeni. Operatøren kunne bevæge sig indeni kabinettet, så han kunne undgå afsløring.
Skakbrættet var tilstrækkeligt tyndt til at magneter i skakbrikkerne kunne påvirke magneter under brættet, så operatøren indeni kunne se, når en brik blev flyttet fra et felt til et andet. Automatens venstre arm blev styret ved et tegnemaskine-lignende system, som overførte bevægelserne fra et indvendigt bræt. Maskinen var konstrueret, så det lød som et urværk, når armen blev bevæget. Anden mekanik fik tyrken til at ændre ansigtsudtryk, når den bevægede sig. Senere blev der tilføjet en stemme, som sagde "Echec!" (fransk for "skak"). Tyrken var i øvrigt i stand til at kommunikere vha. et stavebræt og blev spurgt om alt muligt. Den første operatør, som aldrig blev afsløret, kunne gøre dette på engelsk, fransk og tysk.

### Debut ved hoffet
Automaten slog sin første modstander, grev Ludwig von Cobenzl, samt en stribe andre modstandere på sin første dag ved hoffet og blev en stor succes.
Wolfgang von Kempelen var dog ikke specielt interesseret i at følge op på succesen og viste den efterfølgende sjældent frem. Han gik ligefrem så langt som til at skille den ad.

### På turne i Europa
I 1781 beordrede kejser Josef 2. ham til at samle automaten igen og bringe den til Wien i anledning af et besøg af den russiske storhertug – og senere zar – Paul og dennes hustru. Opvisningen blev så stor en succes at storhertugen foreslog en turne med tyrken, hvilket von Kempelen nølende indvilligede i.
Turneen begyndte i 1783 og bragte bl.a. Skaktyrken til Europas skakcentrum, Café de la Régence i Paris, hvor den spillede et parti og tabte mod tidens stærkeste spiller, François-André Danican Philidor. Tyrkens sidste parti i Paris var imod Benjamin Franklin, som på det tidspunkt var USA's ambassadør i Frankrig – et parti Tyrken vandt.
Næste stop på turnéen var London, hvor Skaktyrken var udstillet i et år. Her blev den skeptiske Philip Thicknesse interesseret i tyrken og forsøgte at afsløre svindelnummeret. Han skrev en bog, The Speaking Figure and the Automaton Chess Player, Exposed and Detected, som bl.a. fandt sin vej til Franklins personlige bibliotek. Thicknesse tog dog fejl i flere af sine antagelser, bl.a. at der skulle være gemt et barn i maskinen, og at von Kempelen var den egentlige spiller.
Efter London tog von Kempelen sin maskine til bl.a. Leipzig, Dresden og Amsterdam.

### Efter von Kempelens død
Alt tyder på at von Kempelen lod Skaktyrken stå urørt i årene efter turneen og frem til sin død i 1804. i 1806 solgte von Kempelens søn maskinen til Johann Nepomuk Mälzel, en musiker fra Bayern med interesse for maskiner. Mäizel havde forsøgt at købe maskinen før von Kempelens død, men var blevet afskrækket af prisen på 20.000 francs. Sønnen solgte for det halve.
Mälzel brugte derefter noget tid på at lære hemmelighederne bag Tyrken og reparere den. Desuden gik han i gang med at forbedre den for at gøre svindelen endnu mere uigennemskuelig – et projekt der tog ti år, men hvor han tog Automaten på turné imens.
I 1809 spillede Tyrken mod Napoleon Bonaparte i Paris, og i 1811 tog Mälzel maskinen til Milano til en opvisning for Eugène de Beauharnais, prins af Venedig og Italiens vicekonge. Prinsen købte maskinen for 30.000 francs, men fire år senere i 1815 ønskede Mälzel at købe den tilbage. De indgik en aftale, hvor Mälzel skulle betale 30.000 francs af sine indtægter ved kommende udstillinger. En del af aftalen var, at han ikke skulle tage maskinen uden for Europa.
Mälzel tog maskinen til Paris, hvor han dyrkede bekendtskaber blandt de stærke skakspillere omkring Café de la Regence. Han blev i Paris indtil 1818, hvor han tog til London og optrådte med Skakautomaten samt en række af hans andre maskiner. Under en turné i hele Storbritannien begyndte Tyrken at spille med forgave, hvilket yderligere øgede interessen.

### På turne i USA
På trods af pæne indtægter fra sine maskiner, var Mälzel forgældet og blev til sidst sagsøgt af Eugène de Beauharnais for ikke at opfylde sine forpligtelser. Da Mälzel ikke var i stand til at sælge maskinen, tog han den til USA, hvor han åbnede en udstilling i New York City, som langsomt voksede til en succes. Succesen avlede presseomtale og trusler om at afsløre hemmeligheden.
Mälzel fik problemer, da han ikke kunne finde en tilstrækkeligt dygtig operatør og var nødt til at lade maskinen kun spille slutspil, mens han ventede på at få sin gamle operatør, William Schlumberger, over fra Europa.
De næste mange år turnerede Mälzel i USA – kun afbrudt af en afstikker til Europa i 1828-1829 – og blev bl.a. omtalt af Edgar Allan Poe i et essay i april 1836, Maelzel's Chess-Player, i Southern Literary Messenger.
Mälzel tog maskinen til Havanna, Cuba, hvor Schlumberger fik gul feber og døde. Mälzel var dermed uden operatør og tog nedslået Tyrken til Philadelphia. I 1838 tog han endnu engang til Cuba, men døde under returrejsen i en alder af 66 år.
Forretningsmanden John Ohl, en ven af Mälzel, arvede Skaktyrken og en række andre maskiner. Han forsøgte at sælge den på en auktion, men købte den selv pga. lave bud. Senere blev han kontaktet af dr. John Kearsley Mitchell, Edgar Allan Poes personlige læge, som var fascineret af Tyrken. Mitchell fik etableret en klub for at restaurere automaten, og den var klar igen i 1840. Den blev dog overladt til Chinese Museum i Philadelphia, hvor den gik til i en brand i 1854. Det eneste som overlevede var brættet, som blev opbevaret andetsteds.
I 1989 afslørede John Gaughan, som producerer udstyr til tryllekunstnere, en ny udgave af Tyrken, baseret på den originale og med det originale bræt. Han havde brugt fem år på at konstruere den nye model, hvor skaktrækkene udføres af en computer.

### Afsløring
Allerede i Tyrkens levetid blev skrevet en del bøger, der forsøgte at afdække, hvordan den fungerede, hvoraf den mest afgørende nok var Robert Willis' Attempt to analyze the Automaton Chess Player fra 1921. De fleste var dog ganske unøjagtige og alene baseret på eksterne observationer, og således forblev en del af Tyrkens hemmeligheder holdt meget længe.
Først da Tyrkens sidste ejers søn, dr. Silas Mitchell skrev en serie artikler i The Chess Monthly, blev de sidste hemmeligheder afsløret.
Først langt oppe i det 20. århundrede kom der diagrammer, som tydeligt viste, hvordan operatøren var placeret i kabinettet.

### Efterligninger
Tekst mangler, hjælp os med at skrive teksten